# Zadowolenie z pracy
Zadowolenie z pracy to termin zdefiniowany przez Edwina A. Locke'a. Według niego jest to przyjemny stan emocjonalny, będący rezultatem percepcji przez jednostkę swojej pracy jako realizującej lub dającej okazję do realizacji istotnych wartości dostępnych w pracy pod warunkiem, że te wartości są zbieżne z jej potrzebami. Inne definicje opisują zadowolenie z pracy jako postawę, czyli zbiór przekonań i opinii na temat wykonywanej pracy, ponadto uwzględniając składnik emocjonalny towarzyszący tej pracy oraz zachowania pracownika powodowane reakcją na okoliczności związane z tą pracą.
Rozbieżności dotyczą możliwości sprowadzenia poczucia zadowolenia do jednowymiarowego odczucia o określonym natężeniu, które opisuje, jak bardzo zadowolony lub niezadowolony jest dany pracownik. Według niektórych stanowisk, poczucie zadowolenia z pracy dotyczy odrębnych kryteriów w sposób niezależny, np. osobnego poczucia zadowolenia z płacy, atmosfery, zakresu odpowiedzialności, stopnia obciążenia obowiązkami.

## Powstawanie zadowolenia z pracy
Według teorii Locke'a największe znaczenie dla zadowolenia ma rozbieżność pomiędzy indywidualnymi oczekiwaniami od pracy a poziomem zaspokojenia tych oczekiwań. Poziom zadowolenia zależy od charakteru tej rozbieżności. Może ona dotyczyć od jednego do kilku oczekiwań, których zaspokojenie może być oceniane według różnych kryteriów.
Ponadto, im ważniejsze jest dane oczekiwanie, tym mocniej ocena jego zaspokojenia wpływa na zadowolenie z pracy. W ten sposób np. osoba przywiązująca większą wagę do zarobków będzie mocniej niezadowolona z pracy, jeśli jej zarobki są niskie, niż osoba, która przywiązuje mniejszą wagę do zarobków – a być może pracuje w identycznych warunkach na identycznym stanowisku. W ten sposób w teorii Locke'a uwzględniane są różnice indywidualne w formie zbioru indywidualnych oczekiwań o różnych poziomach ważności. Ich ważność jest moderatorem związku pomiędzy poziomem zaspokojenia oczekiwań a poziomem satysfakcji.

### Indywidualne skłonności
Teorie dyspozycyjne zadowolenia z pracy wyjaśniają jego powstawanie za pomocą indywidualnych predyspozycji, niezależnych od samej pracy i stosunku do niej. Każdy pracownik ma tendencje do określonego poziomu zadowolenia, który jest stosunkowo stały na przestrzeni czasu oraz zmian ról zawodowych. Potwierdzeniem tych teorii są badania nad bliźniętami, które w dorosłym życiu miały podobne poziomy zadowolenia z pracy.

### Wpływ charakteru zadania
J. Richard Hackman i Greg R. Oldham zastosowali odwołali się do czynników ściśle związanych z zakresem obowiązków na danym stanowisku pracy, tworząc Model Charakteru Zadania. Według tego modelu warunki pracy są zgrupowane w pięć czynników: różnorodność kwalifikacji, jednoznaczność zadania, istotność zadania, autonomia decyzyjna, informacje zwrotne. Pod wpływem tych warunków kształtują się trzy rodzaje stanów psychologicznych: odczuwana sensowność, odczuwana odpowiedzialność za wynik, znajomość wyniku. Te stany mają z kolei wpływ na zadowolenie z pracy, nieobecności, motywację, itd. Według tego modelu poczucie zadowolenia nie byłoby zależne od miejsca pracy, płacy, atmosfery, a jedynie od wykonywanych zadań i postrzegania sensowności oraz wiedzy na temat znaczenia wyników i własnej odpowiedzialności. Wyniki pomiarów wskazywały, że najwyższe poczucie zadowolenia było deklarowane przez osoby, które wykonywały zadania postrzegane jako sensowne, znały ich wynik i czuły się za niego umiarkowanie odpowiedzialne.